# 高天生
高天生（1921年7月1日—2013年7月15日），生於台灣苗栗縣泰安鄉，泰雅族人，是台灣最後一位臉上保有傳統紋面的男性泰雅族人。

## 生平
生於泰安鄉梅園村天狗部落。在日治時期，曾被日本政府徵召，至南洋作戰。
泰雅族的紋面習俗，在日治時期，被日本政府禁止。至中華民國統治時期，仍然對相關習俗抱持負面態度，此習俗因而失傳。高天生是台灣最後一位保有傳統紋面的泰雅族男性，2013年，因感染性心內膜炎過世。在他死後，只有梅園村天狗部落105歲的高香妹、94歲柯菊蘭和大興村榮灣部落的96歲簡玉英等三位，是仍然保有傳統泰雅族紋面的女性。